# Blickpunkt (Fernsehsendung)

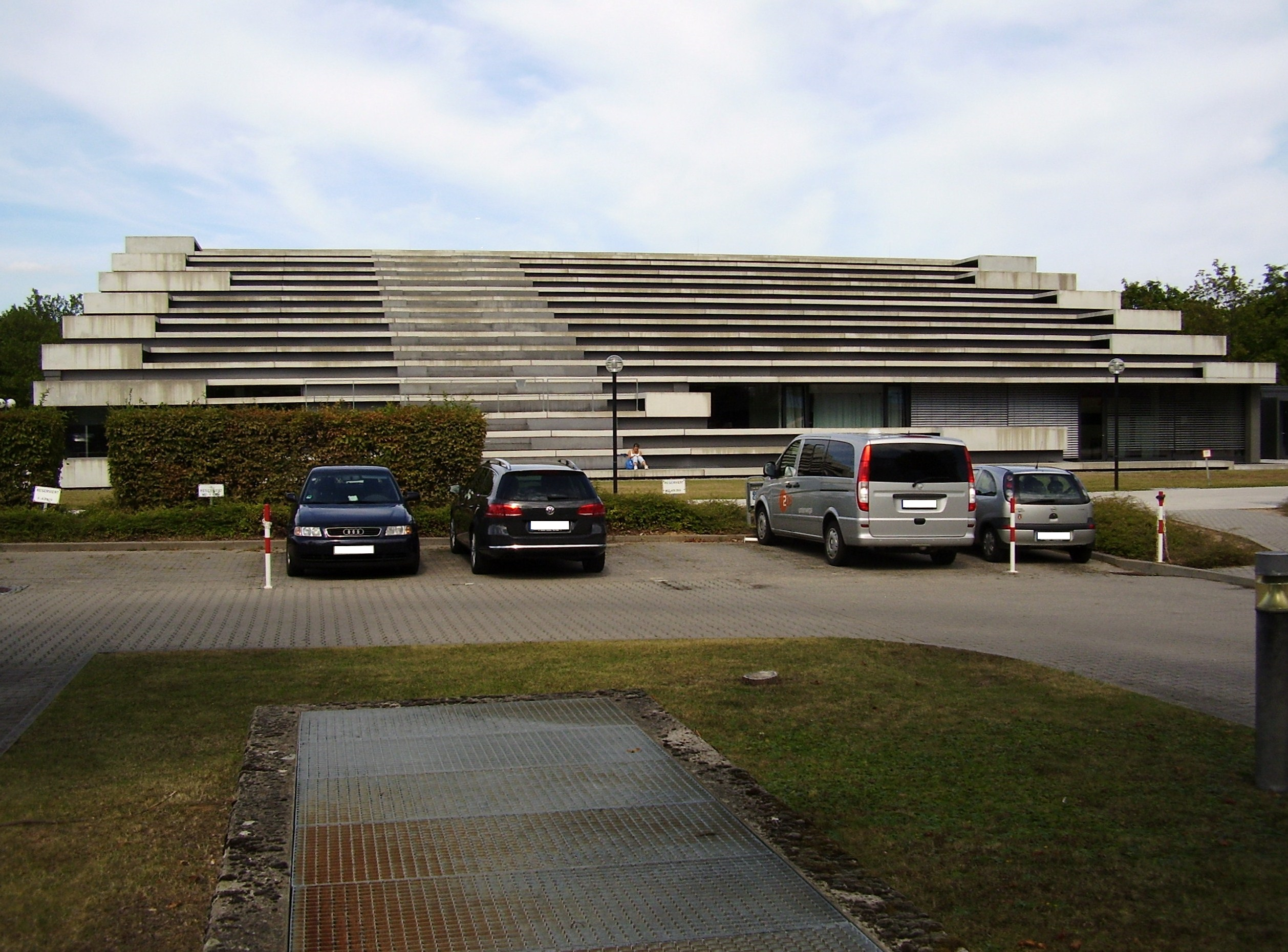
Das ZDF-Nachrichtenstudio in Mainz-Lerchenberg

blickpunkt war von 1990 bis 2012 ein wöchentliches deutsches Fernsehmagazin des ZDF, gesendet aus dem ZDF-Nachrichtenstudio in Mainz.
Im Zuge der deutschen Wiedervereinigung startete das Magazin am 7. Oktober 1990 unter dem Titel Blickpunkt aus den neuen Ländern als Nachfolgemagazin von DDR auf dem Weg, zunächst mit Reportagen und Berichten aus Ostdeutschland.
Ende 1991 wurde die Reihe zunächst eingestellt. Später wurde jedoch festgestellt, dass der Einigungsprozess der zusammengeführten Teile Deutschlands wohl doch noch nicht abgeschlossen war, und ab Januar 1993 war blickpunkt wieder im Programm.
Die Reihe kam in der Regel von der ZDF-Redaktion Innenpolitik, für zwölf Sendungen im Jahr waren allerdings die Kirchenredaktionen zuständig. Darin gab es die Rubrik „Kirche des Monats“, in der baufällige Gotteshäuser im Osten vorgestellt wurden, für deren Sanierung gespendet werden konnte. 1997 wurde blickpunkt mit der Silbernen Halbkugel des Deutschen Nationalkomitees für Denkmalschutz geehrt.
Jeden Sommer kam die Sendung mehrfach live aus verschiedenen ostdeutschen Städten, ansonsten aus dem ZDF-Sendezentrum in Mainz. Ab 2009 wurde blickpunkt aus dem virtuellen Nachrichtenstudio des ZDF produziert.
Die Themen der Sendung betrafen schwerpunktmäßig die Bereiche Wirtschaft, Politik, Gesellschaft, Sport und Zeitgeschehen.
Der „Aufreger“ thematisierte ein aktuelles Thema besonders, sodass der Zuschauer zur kritischen Auseinandersetzung mit dem Thema angeregt wurde.
blickpunkt wurde zuletzt sonntags um 10:15 Uhr ausgestrahlt. Eine Sendung war normalerweise circa 45 Minuten lang.
Die letzte Ausgabe wurde am 24. Juni 2012 ausgestrahlt.
Über die Archivplattform Progress Film werden Sendungen und Rohmaterial des Fernsehmagazins aus dem Zeitraum 1990 bis 2005 digitalisiert und öffentlich zugänglich und lizenzierbar gemacht.
Von 1963 bis 1979 brachte das ZDF bereits ein Magazin unter dem Titel Blickpunkt ins Fernsehen, das mit der Sendung blickpunkt jedoch nichts zu tun hat.

## Moderation
- Helmuth Schimanski (1990–1991)
- Dietmar Ossenberg (1990–1991)
- Barbara Friedrichs (1993–1996)
- Thomas Bellut (1993–1997)
- Juana Perke (1996–2010)
- Stefan Raue (1997–2011)
- Anja Heyde (2010–2012)
- Andreas Klinner (2011–2012)